# Brzostek (Subkarpaten)
Brzostek is een dorp in de Poolse woiwodschap Subkarpaten. De plaats maakt deel uit van de gemeente Brzostek en telt 2000 inwoners.